# Serbka, Berezivka
Serbka (în ucraineană Сербка) este un sat în comunei Kurisove din raionul Berezivka, regiunea Odesa, Ucraina.

## Demografie
Componența lingvistică a localității Serbka
     Ucraineană (90,02%)
     Rusă (6,38%)
     Română (1,23%)
     Alte limbi (0,92%)
Conform recensământului din 2001, majoritatea populației localității Serbka era vorbitoare de ucraineană (90,02%), existând în minoritate și vorbitori de rusă (6,38%) și română (1,23%).